# 陳正雄 (作家)
陳正雄（1962年—），臺南市柳營區人，臺語現代詩作家，國立臺灣師範大學公民訓育學系（今「公民教育與活動領導學系」）、臺南一中畢業。原任教於臺南一中公民科教師，2012年起退休。

## 簡介
求學時期，受到美麗島事件和台灣鄉土文學論戰的影響，開始大量閱讀有關臺灣歷史、政治之書籍與鄉土文學作品。1997年開始從事台語文學創作，詩中流露對地理景觀、自然生態的感情與對社會政治現況的關心。曾擔任菅芒花台語文學會總幹事、菅芒花台語文學會常務理事、《菅芒花詩刊》副總編輯、《台文戰線》社務委員。

## 得獎記錄
- 2000年12月 第八屆南瀛文學獎現代詩類新人獎
- 2004年 第十屆府城文學獎正獎
- 2005年 第二屆海翁台語文學獎正獎
- 2005年12月 第十三屆南瀛文學獎
- 2006年12月 第十二屆府城文學獎
- 2007年9月 第十五屆南瀛文學獎
- 2014年11月 第四屆台南文學獎 台語短篇小說首獎、台語散文首獎
- 2017年12月 台灣文學獎 台語短篇小說創作金典獎

## 作品
- 2000年12月《故鄉的歌》
- 2001年12月《風中的菅芒》
- 2006年12月《戀愛府城》
- 2007年7月《失眠集》